# Italofil
Italofil je oseba, ki ni italijanskega porekla, a močno občuduje italijanski jezik, kulturo, glasbo, umetnost, zgodovino ali karkoli, kar je povezano s Italijo. To vključuje tudi samo Italijo, italijanski jezik, italijansko kuhinjo, literaturo itd. Nasprotje italofila je italofob - oseba, ki ne mara ničesar, kar je italijanskega.